# 拜尔施泰因
拜尔施泰因（德語：Beilstein，發音：[ˈbaɪlʃtaɪn] ⓘ）是德国巴登-符腾堡州斯图加特行政区海尔布隆县的城市，位于海尔布隆东南14千米处，面积25.24平方千米，2023年12月31日人口为6,422人。拜尔施泰因附近有一個建於1080年左右的上拜尔施泰因城堡（Hohenbeilstein）以及安納湖。